# Petalosoma hirtipes
Petalosoma hirtipes är en skalbaggsart som först beskrevs av Lewis 1897.  Petalosoma hirtipes ingår i släktet Petalosoma och familjen stumpbaggar. Inga underarter finns listade i Catalogue of Life.